# アメリカン・モーターズ

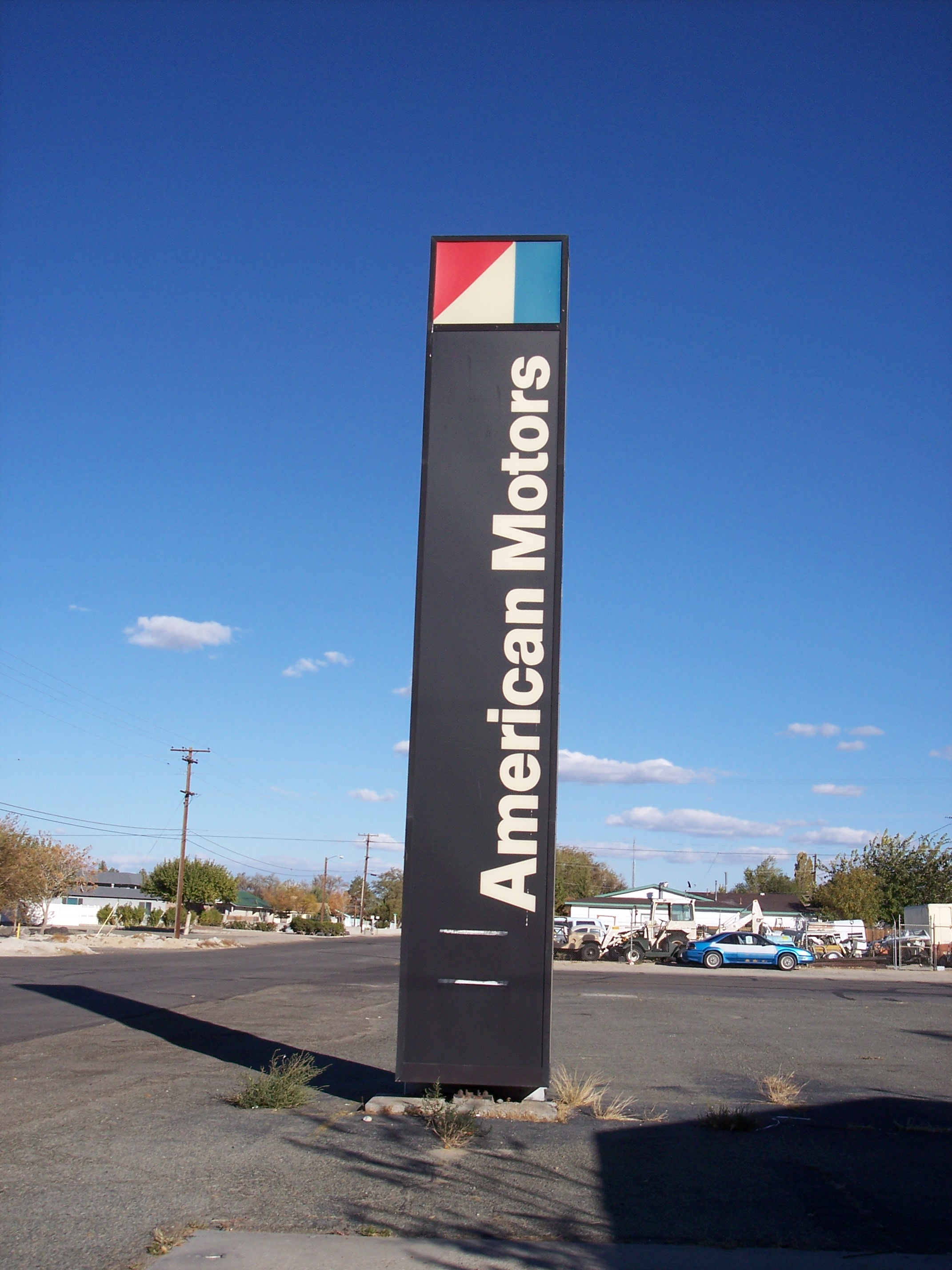
アメリカン・モーターズ

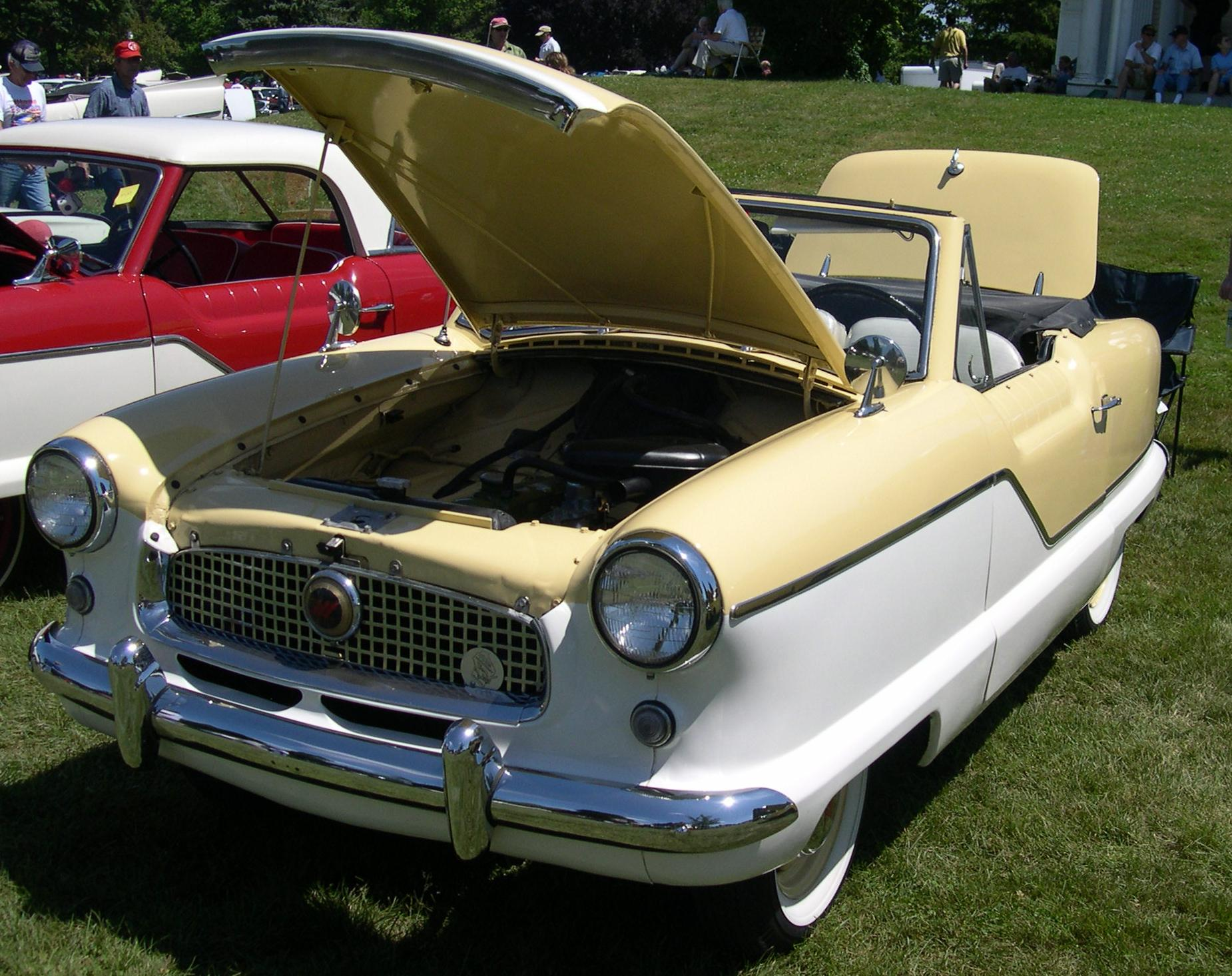
AMCナッシュ・メトロポリタン

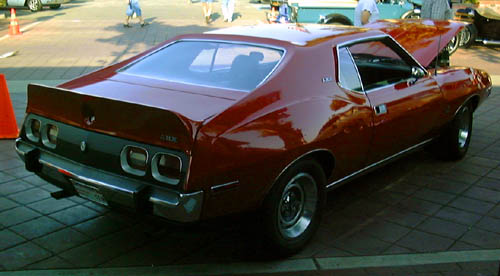
AMCジャヴェリンAMX

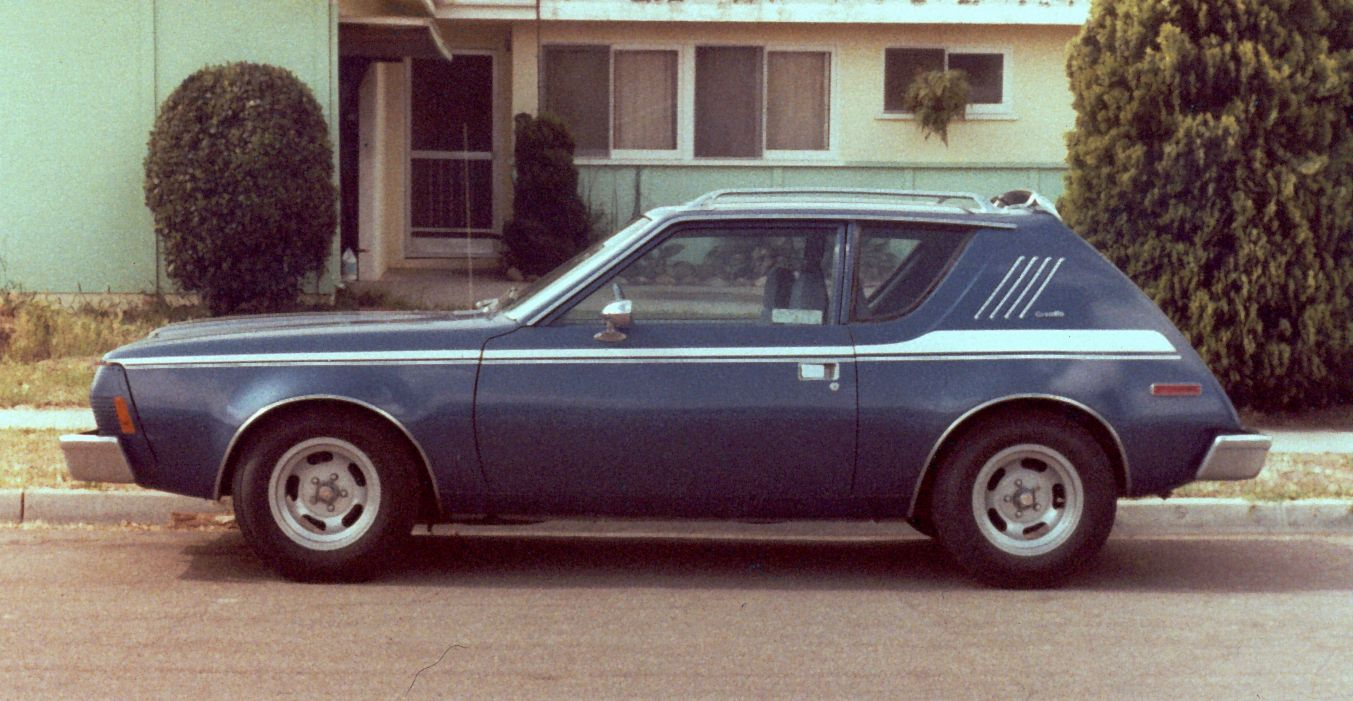
AMCグレムリン

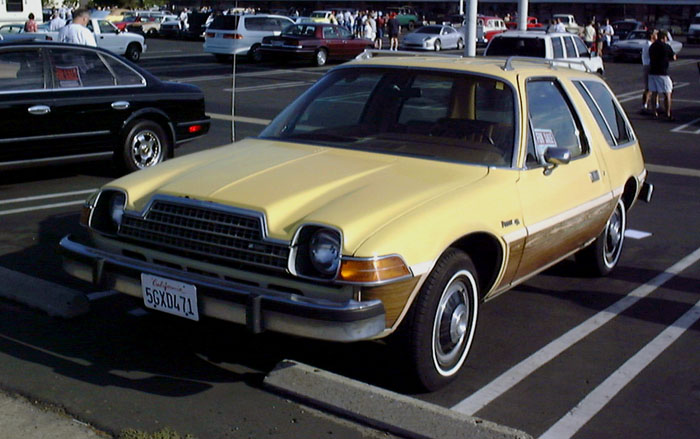
AMCペーサーワゴン後期型：V8搭載のためハイ・フードとなった

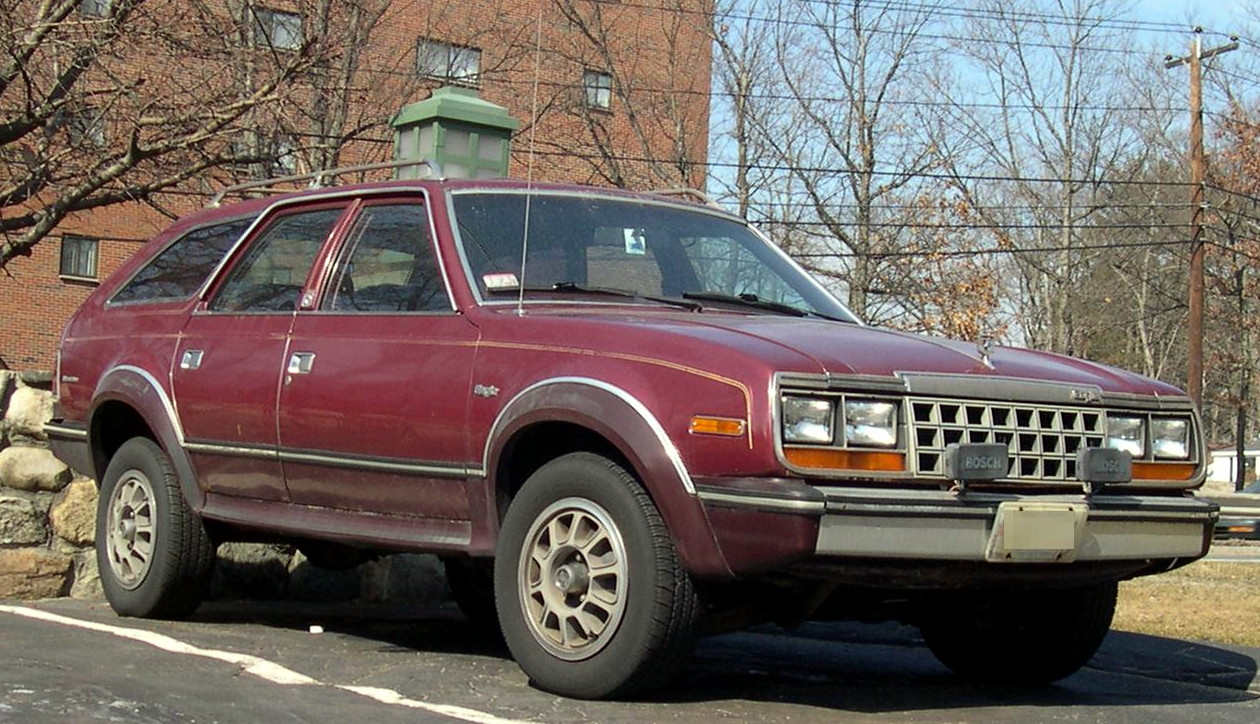
AMCイーグル

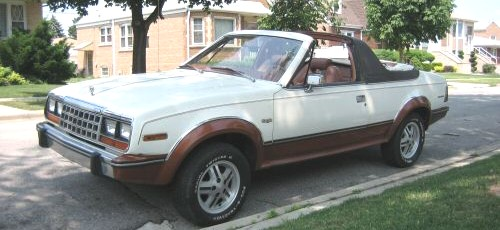
AMCイーグル（コンバーチブル）

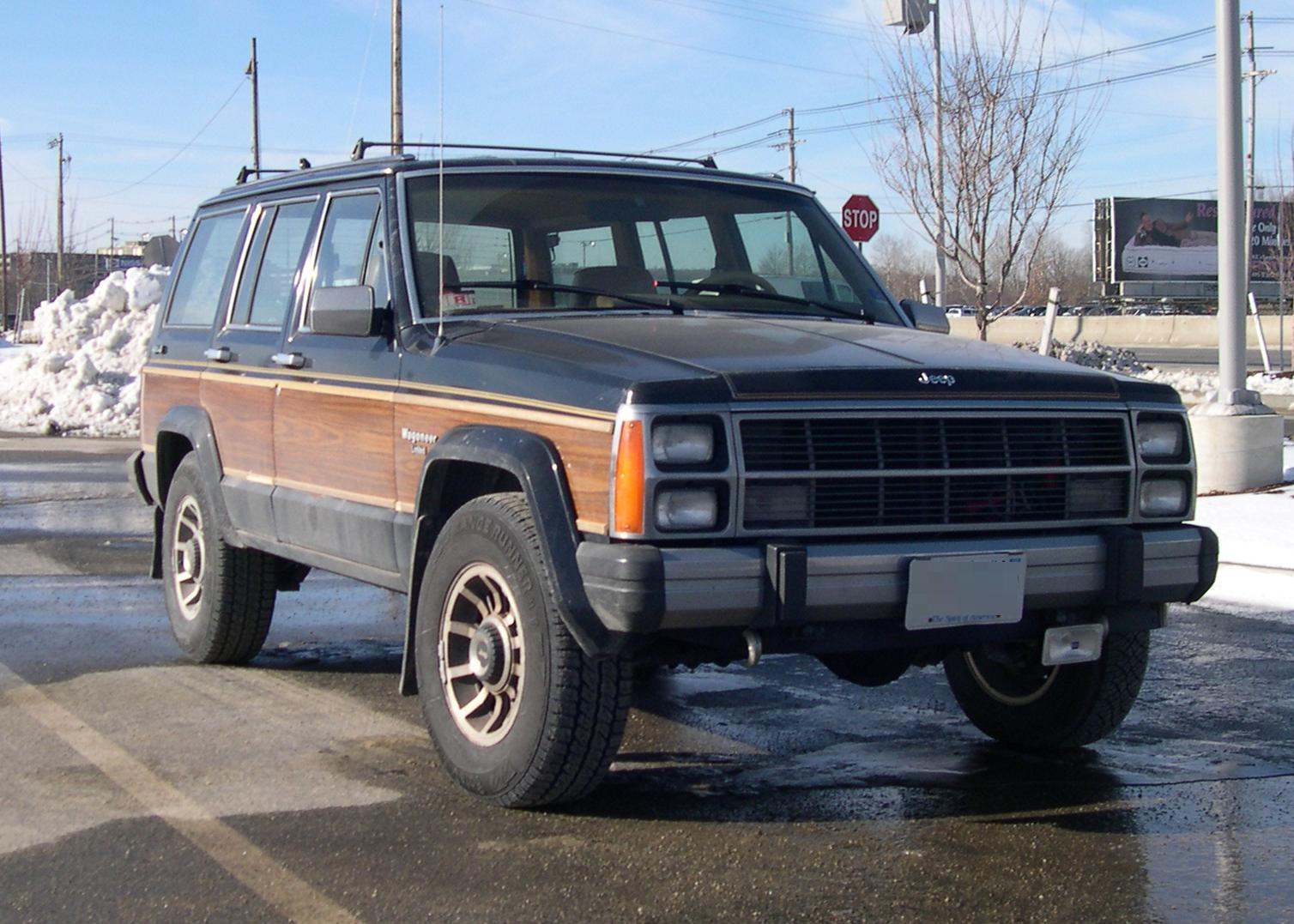
AMCジープ・ワゴニアXJ

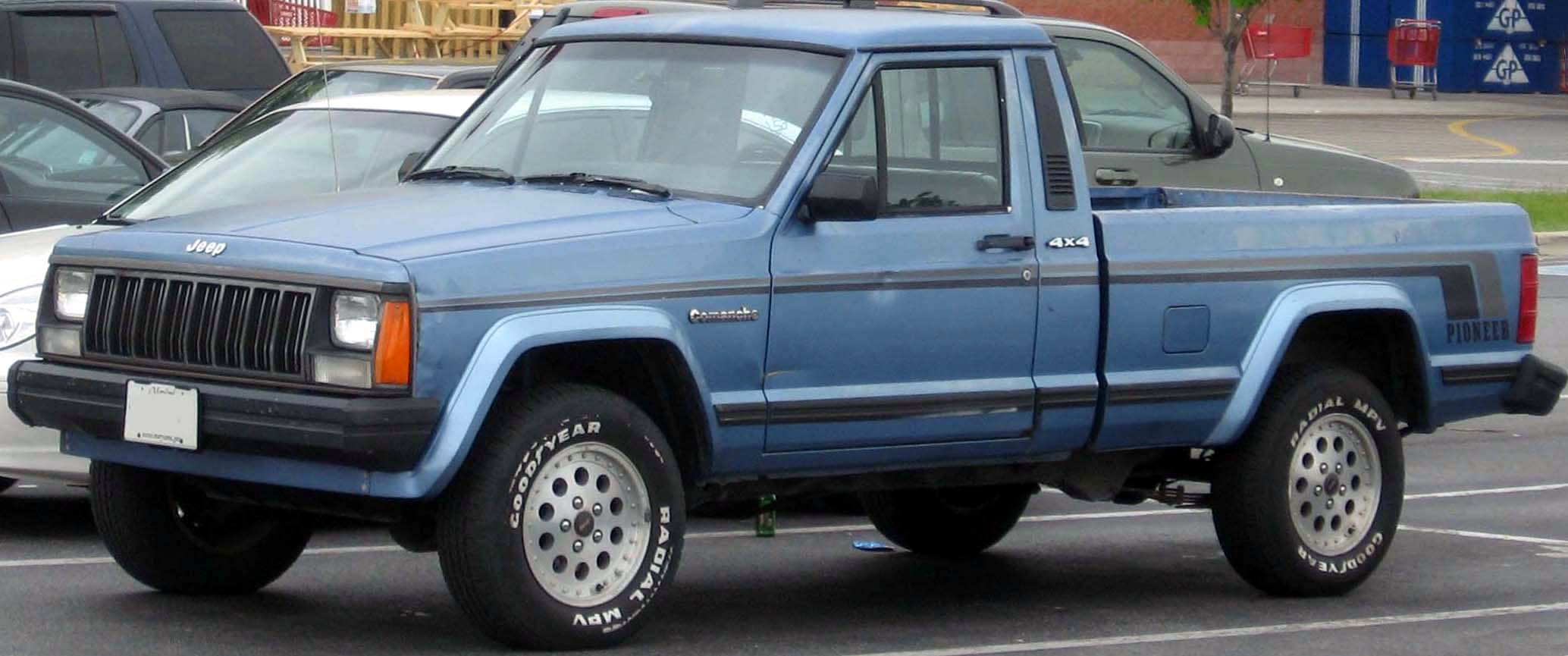
AMCジープ・コマンチ

アメリカン・モーターズ・コーポレーション（American Motors Corporation 、略称AMC）は1954年から1987年に活動した米国の自動車メーカー。コンパクトカーに力を入れるなど、ビッグスリーとは一線を画したモデルを発売していたが、買収によりクライスラー社に吸収合併された。

## 年表
- 1954年: ナッシュ＝ケルビネーター・コーポレーションとハドソン・モーター・カー・カンパニーが合併して発足
- 1968年: ケルビネーター（家電）部門をホワイト・コンソリデーテッド・インダストリーズへ売却
- 1970年: ジープの製造元であるカイザー＝ジープ社（一般にはカイザー＝ウィリスとも呼ばれる）を買収
- 1979年: フランスのルノー資本を受け入れ傘下に入る
- 1982年: 米国国防省の配慮により米国外資本（ルノー）から軍用車部門を分離するためAMゼネラルとして独立。AMゼネラルはのちにハマーの製造元として知られるようになる。
- 1987年: クライスラーに買収される。AMCの乗用車部門は『イーグル』ブランドとして継続されるが振るわず1998年に消滅。一方ジープはクライスラーの基幹ブランドの一つとなる。

## 主なモデル
- ナッシュ・メトロポリタン　英国のオースチン社のA50などのランニング・コンポーネントを使用した2座席オープンカー。アメリカ初のサブコンパクトカーでもある。
- ジープ・ワゴニア　1963年カイザー＝ジープ時代に製造販売が開始された。1980年代になってSUVとよばれる『チェロキー (SJ)』およびチェロキーの高級車『グランドワゴニア』が後継。現在ではその外観はクラシカルなデザインとして注目される。1962年11月発表当時、世界初の自動変速機付き四輪駆動車、さらにアメリカ四輪駆動車初の前輪独立懸架、SOHCエンジンなどを備えていた。1973年からはスパイカー(1902年)以来初のフル・タイム4WDを採用。レンジローバーと並び四駆史における高級乗用市場のパイオニア的存在。後発に多大な影響を与えた。
- ジープ・チェロキー (SJ)ワゴニアの派生車種として1974年発売。2ドアボディーのスポーティーなルックスで差別化が図られた。
- ジャヴェリン／AMX　1968年発売。『ポニーカー』（当時の『高性能小型車』の呼称）のAMC代表。AMXはホイールベースを短縮、2座席としていた(2座席車としてのAMXは1970年まで)。
- ホーネット　1969年発売。精悍なスタイルのセダン／ワゴン。多くのバリエーションを派生させつつ1980年代まで製造され、後に「スピリット」とその4WD版「イーグル」となった。
- グレムリン　1970年発売。ホーネットのテールエンドを斜めに切り落とした、カムバックあるいはカムテールスタイルのハッチバック車。
- ペーサー　1975年発売。販売が低調で業績が回復しないAMCがビッグ・スリーに対抗するため、あえて大きなリスクを冒し、他社に10年先んずることをコンセプトとした。ボディはハッチバックと、後に追加されるワゴンの2タイプ。ペーサーはその見た目から、日本では「金魚鉢」のあだ名で親しまれ、トミカのコレクションにも入れられた。後年、映画「ウェインズ・ワールド」で再評価される。
- アライアンス/アンコール 1983年(アンコールは1984年)発売。小型車ルノー9/11のアメリカ版で、1700ccエンジンを搭載。後にコンバーティブルや2000ccの高性能版『GTA』も登場。
- イーグル 1980年発売。ホーネットの後継車「コンコード」からさらにモデルチェンジ。ボディシェルは共通。世界で初めてビスカス・コントロールLSDをセンター・デフに組み込んで実用化したアメリカ初の4WD乗用車でCUVの元祖。ビスカス4WDはこれを契機に各社が使うようになり急速に普及した。乗用車ながらハイリフト・ジャッキと、それを掛けることができるジュラルミンの頑強なバンパーを装備する、まぎれも無いJeep一族。
- プレミア　1980年代後半発売。ベースはルノー・25で、イタルデザインが4ドア化。クライスラー買収後、AMC製乗用車として唯一生き残りイーグルブランドで提供された。また姉妹車『ダッジ・モナコ』も存在した。
- ジープ・チェロキー(XJ)　1984年発売。小型SUV車。クライスラー買収後、改良されて右ハンドルを設定、ボクシーで洗練されたエクステリアや200万円台の価格、ホンダディーラーでの扱いもあり、日本市場でも人気を得た。
- ジープ・コマンチ 1986年発売。前述のチェロキー（XJ）をベースにしたミドルサイズピックアップトラック。ピックアップとしては珍しいモノコック構造。クライスラー時代の1992年まで発売された。

## 関連事項
- IKA かつてのアルゼンチン拠点。現在はルノー・アルゼンチン
- ジープ
- クライスラー
- リー・アイアコッカ
- イーグル